# 酒井重忠
酒井 重忠（さかい しげただ）は、戦国時代から江戸時代前期にかけての武将、大名。武蔵川越藩初代藩主、後に上野厩橋藩初代藩主。雅楽頭系酒井家6代。

## 生涯
三河国坂井郷出身。徳川氏の譜代家臣・酒井正親の次男。若い頃から徳川家康に仕え、永禄12年（1569年）の遠江掛川城攻め、元亀元年（1570年）の姉川の戦いなど、家康初期の主要な合戦の大半に参加して武功を挙げた。天正4年（1576年）、父・正親が死去するとその跡を継いで三河西尾城主となった。天正10年（1582年）、本能寺の変で織田信長が死去した時、家康一行は伊賀越えを行った。このとき、重忠は本国の留守居を任されていたが、家康一行が伊勢国まで逃れてきた時、白子で家康一行を船で出迎え、その安全を確保した。家康を救った時、その船に立てた船印を重忠は馬印として使ったという。
これらの功績により、天正18年（1590年）に家康が関東に移封されると、武蔵川越に1万石の所領を与えられた。文禄元年（1592年）からの文禄の役では江戸城の留守居役を務め、慶長5年（1600年）の関ヶ原の戦いでは本戦に参加し、その後は近江国大津城の守備を担った。戦後、家康からその戦功を賞されて、上野厩橋に3万3000石の所領を与えられた。慶長19年（1614年）からの大坂の陣では江戸城の留守居、兵糧輸送の責任者などを務めた。
元和3年（1617年）7月21日、69歳で病死した。その後、重忠の血筋は親愛の代で断絶した。